# Chiquiyanes
Els Chiquiyanes(o chiquillanes) foren un poble indígena nòmada de Xile que habitava a la zona central de l'actual territori de la república en la zona de la serralada dels Andes, entre els Andes i Chillán i fins a la província argentina de Mendoza. Solien repartir-se en petites comunitats d'uns cent individus, subsistien de la recol·lecció d'aliments.
En un primer moment els varen confondre amb els pehuenches que eren una població molt semblant als Chiquiyanes, però aquest no eren nòmades i tot i que habitaven a la serralada dels Andes els pehuenches també vivien al sud-oest d'Argentina.
De cultura similar a la dels tehueltxes i altres pobles de les Pampes, la seva subsistència es basava en la casera d'animals com els guanacs, nyandús i pumes, entre d'altres. Acostumaven a practicar el infanticidi femení, i queien a l'estiu sobre les rucas (cabanes) maputxes per robar dones i aliments.